# Rogério Sganzerla
Rogério Sganzerla, né le 4 mai 1946 à Joaçaba et mort le 9 janvier 2004 à São Paulo, est un cinéaste brésilien. Avec Julio Bressane, il est une des figures majeures du cinema marginal, un courant du cinéma brésilien né à la fin des années 1960.

## Filmographie
- 1966 : Documentário  (court métrage)
- 1968 : O Bandido da Luz Vermelha
- 1969 : A Mulher de Todos
- 1969 : HQ (court métrage documentaire)
- 1970 : Sem Essa, Aranha
- 1970 : Copacabana mon amour
- 1971 : Fora do Baralho (documentaire)
- 1975 : Carnaval de Lama
- 1977 : O Abismo
- 1981 : Noel por Noel  (court métrage documentaire)
- 1981 : Brasil (court métrage)
- 1986 : Nem Tudo é Verdade
- 1990 : A Linguagem de Orson Welles (documentaire)
- 1992 : Oswaldianas - segment Perigo Negro
- 1997 : Tudo É Brasil (documentaire)
- 2005 : O Signo do Caos